# トーマス・ウィリアム・キンダー
トーマス・ウィリアム・キンダー（Thomas William Kinder、1817年11月10日 - 1884年9月2日）は、イギリスの軍人・技術者で、明治政府のお雇い外国人として造幣寮首長を勤め、日本の近代的貨幣制度の確立に貢献した。
日本の造幣局関連の資料にはキンドルと記される。当時、造幣寮ではキンドルと呼ばれ、『造幣寮首長報告書』末尾には「トーマス、ウヰルリヤム、キントル（キンドル）」と署名されている。

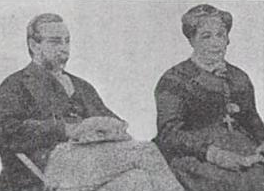
日本滞在中のキンダーと妻。造幣博物館

## 経歴
経歴と業績等については、1884年英国土木技師学会雑誌掲載の死亡録に詳しい。
1817年11月10日ロンドンに生まれる。1840年にウスター民兵の少尉となり、1846年に中尉、1853年に大尉に昇進している。1870年除隊時の階級は少佐であった。
1845年にはブロムスグローブ・オールドベリー間の鉄道を開設し、10年に渡ってパートナーを務め、その後シュルーズベリー・アンド・バーミンガム鉄道（Shrewsbury and Birmingham Railway）の機関車部門を指揮した。1851年から1855年までは、アイルランドのミッドランド・グレートウェスタン鉄道（Midland Great Western Railway）をリースして経営している。
1863年、英国植民地省は香港植民地に鋳貨局（Hong Kong Mint）を創設することにし、その長官職ポストにキンダーを採用した。鋳造を始めものの、香港では複数の銀貨が流通しており、政府主導で銀貨安定供給はあまり効果が上がらず、1868年に香港総督であったリチャード・マクドネルによって鋳貨局は閉鎖された。設備類はジャーディン・マセソン商会に売却された。

## 明治政府御雇い
当時明治政府は近代的な貨幣制度の確立を目指していたが、駐日英国公使ハリー・パークスの勧めもあり、ジャーディン・マセソン商会の代理人であったトーマス・グラバーを介して交渉し、閉鎖された鋳貨局の造幣設備一式を6万両で購入・日本に移設した。キンダーも明治政府に雇用され1870年（明治3年）に来日、同年3月3日（明治3年2月2日）に造幣寮の首長に任命され、大阪造幣寮の建設・機械据え付けなどを指揮した。造幣寮の創業式は翌1871年4月4日（明治4年2月15日）であるが、それに先立つ1871年1月17日（明治3年11月27日）から銀貨製造が開始された。
キンダーの月俸1,045円は太政大臣三条実美の850円を上回るもので、高給と見られがちであるが英国植民地政府の技師長クラスの待遇と同程度。明治政府に雇われた外国人の中では最も知識と経験の豊かな技術者ではあったが、あくまで御雇い外国人であり、特に近代国家の基幹である通貨事業からはしだいに遠ざけられた。遠藤謹助をはじめとする職員のキンダー排斥の意見は吉田清成によって聞き入れられ、日英間で交渉が行われた。1875年（明治8年）、キンダーは他の外国人9名と共に解任されたが、日本を離れる際は丁重に見送られた。キンダーは日本にいた間に3回ないし4回、明治天皇に拝謁している。
帰国後は、デヴォン州トーキーに住んでいたが、1884年9月2日、ロンドンのノーウッド・ジャンクション駅（Norwood Junction railway station）で、心臓病により、突然死した。

## 家族他
- フリーメイソン会員であり、神戸ロッジの初代マスター。
- 息子たちも技術者となり、三男のクロード・キンダー (Claude W. Kinder) は1874年に鉄道寮雇いとなり、1878年まで勤めた。その後、清国政府の御雇いになり中国の鉄道建設事業で大きな役割を果たした。